# Kir
Pour les articles homonymes, voir KIR.
Ne pas confondre avec le kirsch qui est une eau-de-vie de cerises.
Le kir est un apéritif traditionnel de la cuisine bourguignonne, ou un cocktail officiel de l'IBA, à base de crème de cassis et de vin blanc bourgogne aligoté. Il est baptisé de son nom par le chanoine Félix Kir (député-maire de Dijon de 1945 à 1968). Le terme s'est étendu depuis à de très nombreuses variantes du « blanc-cassis » dans le monde entier.

## Histoire
La crème de cassis, ingrédient majeur du kir, existe en Bourgogne depuis le XVIIIe siècle environ. En 1841, Auguste-Denis Lagoute, cafetier dijonnais, met au point une recette industrialisable pour la production de cette liqueur à base de cassis de Bourgogne. La production s’accroît et le produit devient une spécialité locale.

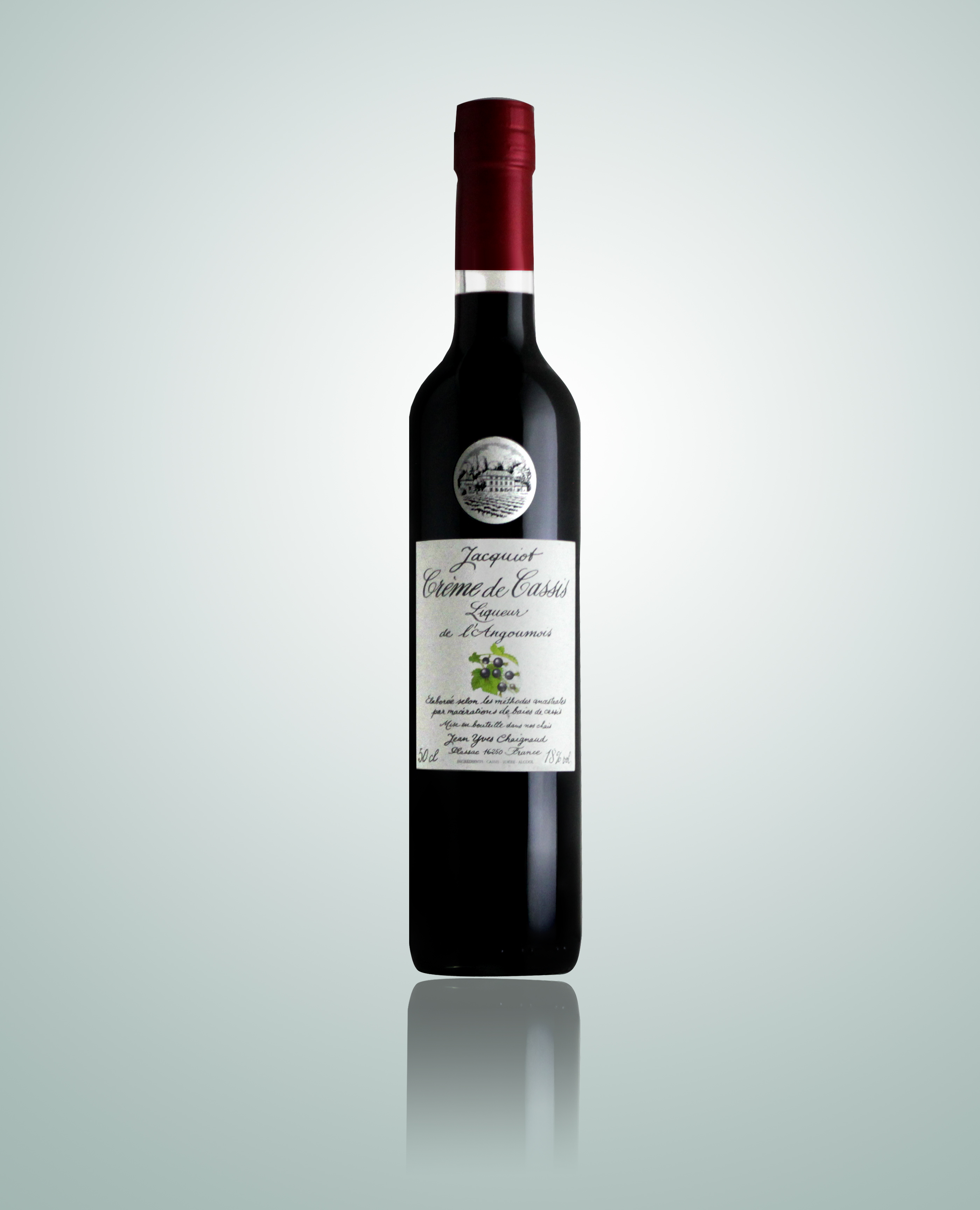
Crème de cassis.

La création du mélange de vin blanc et de crème de cassis ne remonte en revanche qu'à l'année 1904, date à laquelle un serveur du café Montchapet de Dijon, à l'angle de la rue du même nom et de la rue Constantine, aurait eu l'idée d'améliorer un vin blanc ordinaire avec de la crème de cassis. Henri Barabant (maire de la ville de 1904 à 1908), voisin du café aurait été le premier à boire par hasard l'apéritif vin blanc-cassis connu plus tard sous le nom de « kir »,. Il fut ensuite servi à l'occasion de réceptions dans les salons municipaux.
Gaston Gérard, député-maire de Dijon (de 1919 à 1935) attribue la paternité du blanc-cassis au conseiller municipal Aglaé Foveau, qui suggéra au maire Barabant de remplacer aux réceptions le champagne habituel par un verre de vin blanc assorti de cassis « moins coûteux et plus bourguignon ».

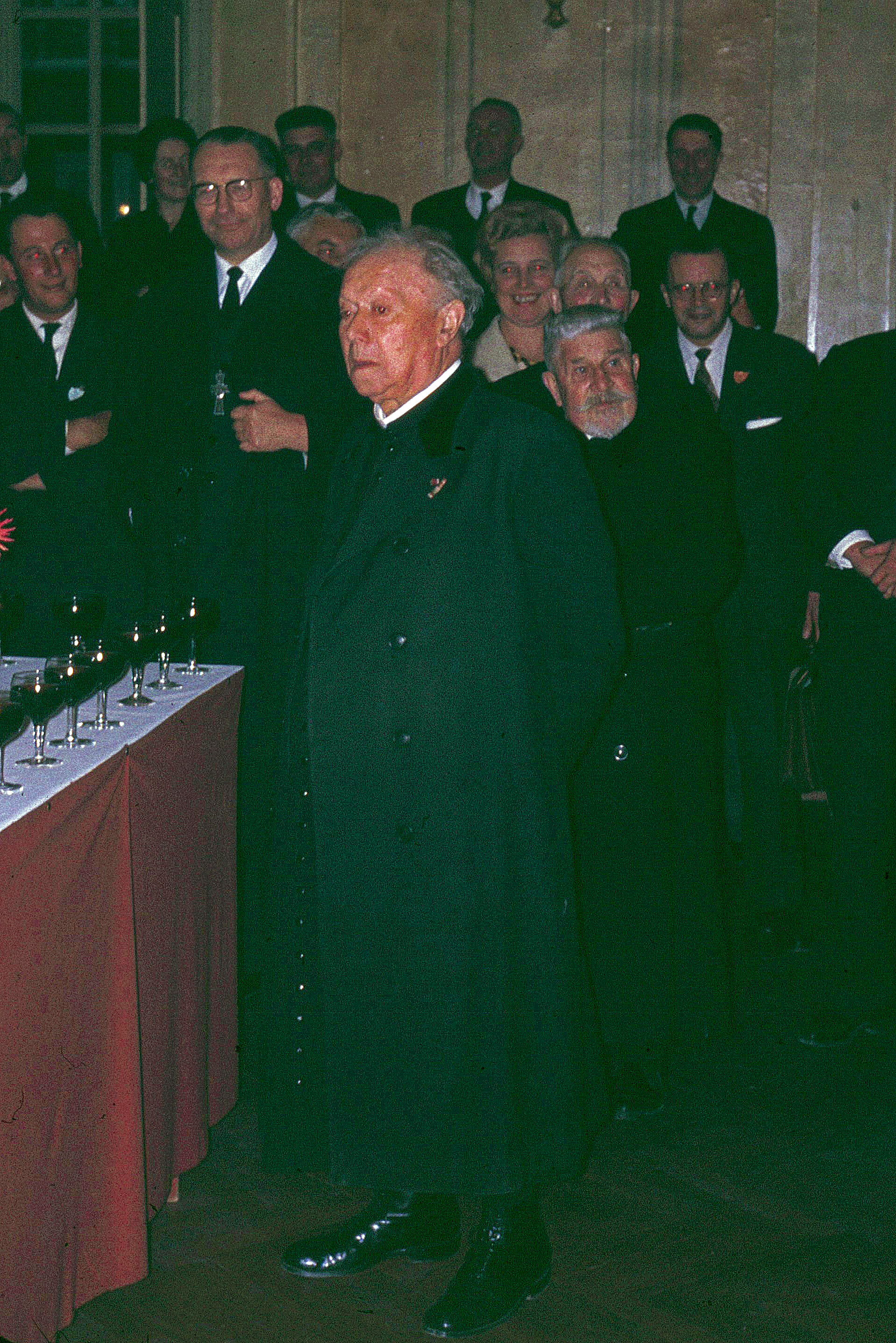
Le chanoine Kir, député-maire de Dijon, en 1963

Ce n'est que le 20 novembre 1951 que le chanoine Kir écrit une lettre autorisant le fabricant dijonnais de crème de cassis Lejay-Lagoute à utiliser son nom pour faire la promotion du blanc-cassis.

« Le Chanoine Kir, député-maire de Dijon, déclare donner en exclusivité à la maison Lejay-Lagoute représentée actuellement par M. Roger Damidot, le droit d'utiliser son nom pour une réclame de cassis, dans la forme qu'il lui plaît et notamment pour désigner un vin blanc-cassis. »

— Félix Kir
En 1952, le terme Kir est déposé à l'Institut national de la propriété industrielle (INPI).

Le 19 février 1955, le chanoine Kir écrit cette fois à la maison L'Héritier Guyot, précisant que cette autorisation d'utiliser son nom n’est pas un monopole. Il étend ce droit aux autres liquoristes de Dijon. 

« Bien entendu, je n’ai donné aucun monopole à personne pour la simple raison que je ne voudrais jamais établir une discrimination entre les fabricants de cassis qui, à mon avis, ont tous droit à la protection de la municipalité. C’est pourquoi vous avez toute latitude pour user de mon nom selon vos désirs. »

— Félix Kir

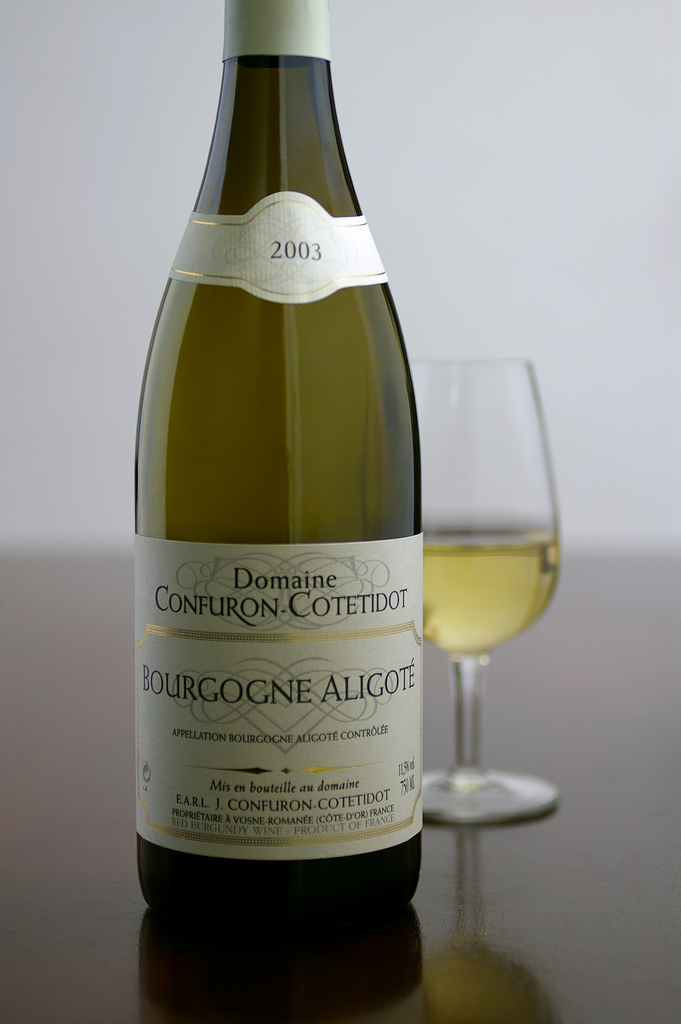
Bourgogne aligoté.

Lejay-Lagoute a déposé les marques Un Kir et Kir royal (respectivement crème de cassis et crémant de Bourgogne), ce qui donne lieu en 1980 à un procès avec d'autres sociétés pour l'utilisation du mot kir, qui se termine en 1992. Le mot kir est une marque commerciale depuis, bien qu’il soit présent dans le dictionnaire des noms communs depuis 1970.

## Préparation
Le kir consistait à l'origine à mélanger 1/3 de crème de cassis de Dijon à 16° avec 2/3 de bourgogne aligoté, la sucrosité de la crème de cassis permettant d’atténuer le goût acide de l'aligoté.
Les proportions actuelles sont d'environ 1/5e de crème de cassis de Dijon à 20°, allongé de 4/5e de Bourgogne aligoté.

## Quelques variantes
De nombreuses variantes du kir sont possibles, sous forme de blanc-cassis à base de vin blanc sec, sans dégrader significativement le goût, et de sirop divers à la place de la crème de cassis.

### À base de crème de cassis

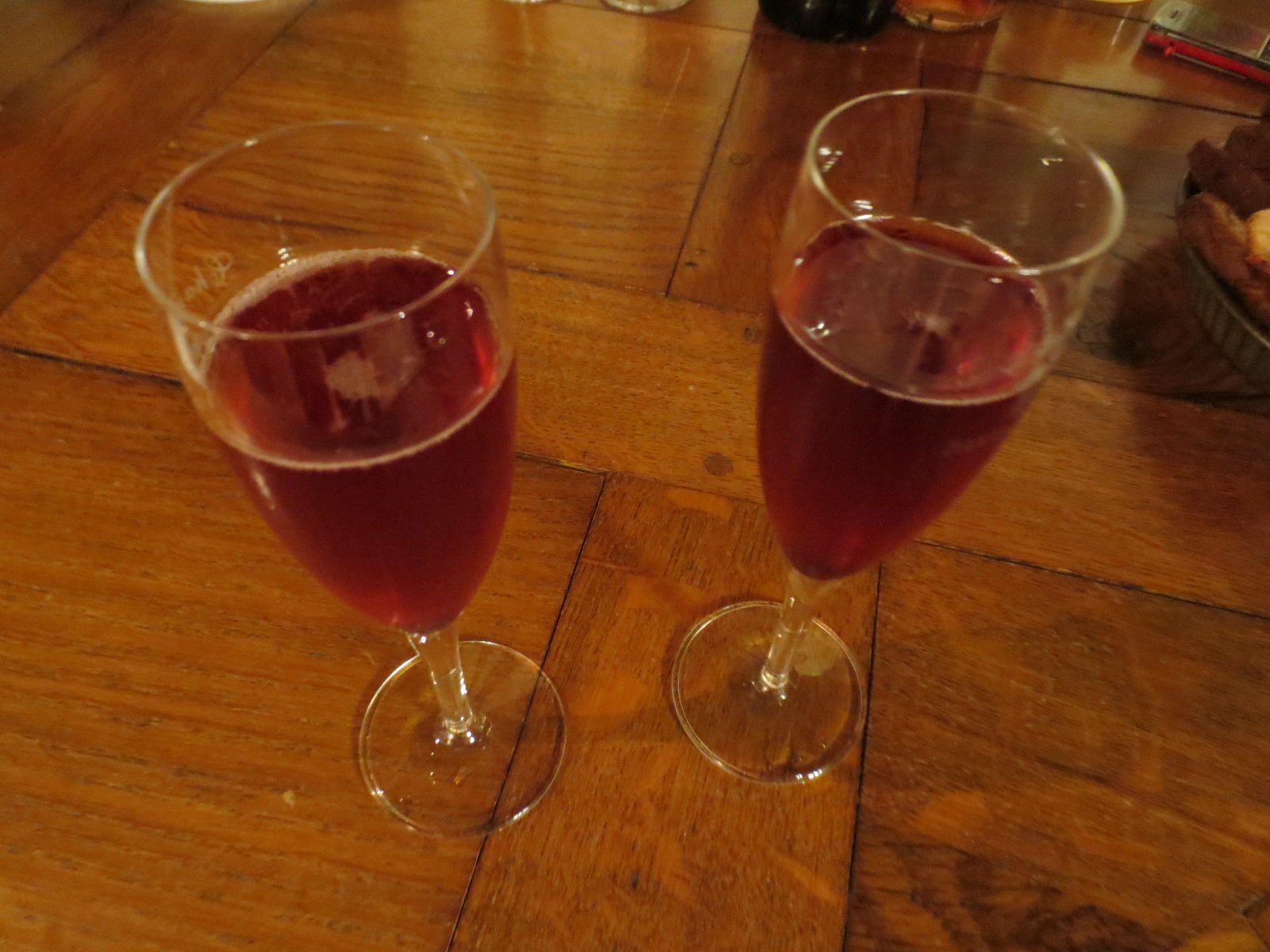
Kir royal au crémant de Bourgogne.

- Communard : bien connu de la campagne dijonnaise, à base de vin rouge de Bourgogne.
- Cardinal : à base de vin rouge corsé (souvent de Bordeaux). Sa couleur rappelle la pourpre cardinalice.
- Kir royal (parfois appelé « kir Grand Ducal » dans le Grand Duché de Luxembourg, ou « Téméraire » en Bourgogne[10]), où le bourgogne aligoté est remplacé par du crémant-de-bourgogne à l'origine, puis plus tard  par du champagne en Champagne (province)[11].
- Kir breton : avec du cidre (différent du kir normand).
- Kir savoyard : avec un blanc de Savoie (en particulier la roussette de Savoie, l'apremont, ou l'abymes).
- Kir valletais (ou kir montassier) : spécialité ligérienne, à base de muscadet.
- Kir médocain : dans le Médoc, du vin rosé est souvent utilisé à la place du vin blanc
- Double K : créé en 1960 en prévision de la rencontre (qui n'aura pas lieu) du chanoine Kir avec Nikita Khrouchtchev : crème de cassis (2 cl), bourgogne aligoté (4 cl) et vodka (4 cl).
- Kir alsacien : du crémant d'Alsace est souvent utilisé à la place du vin blanc.
- Kir drômois : la clairette de Die remplace le vin blanc.
- Marcassin (ou mêlé-cass) : spécialité bourguignonne ; digestif à base de crème de cassis et de Marc de Bourgogne (nom déposé) qui se substitue à la seule crème de cassis.

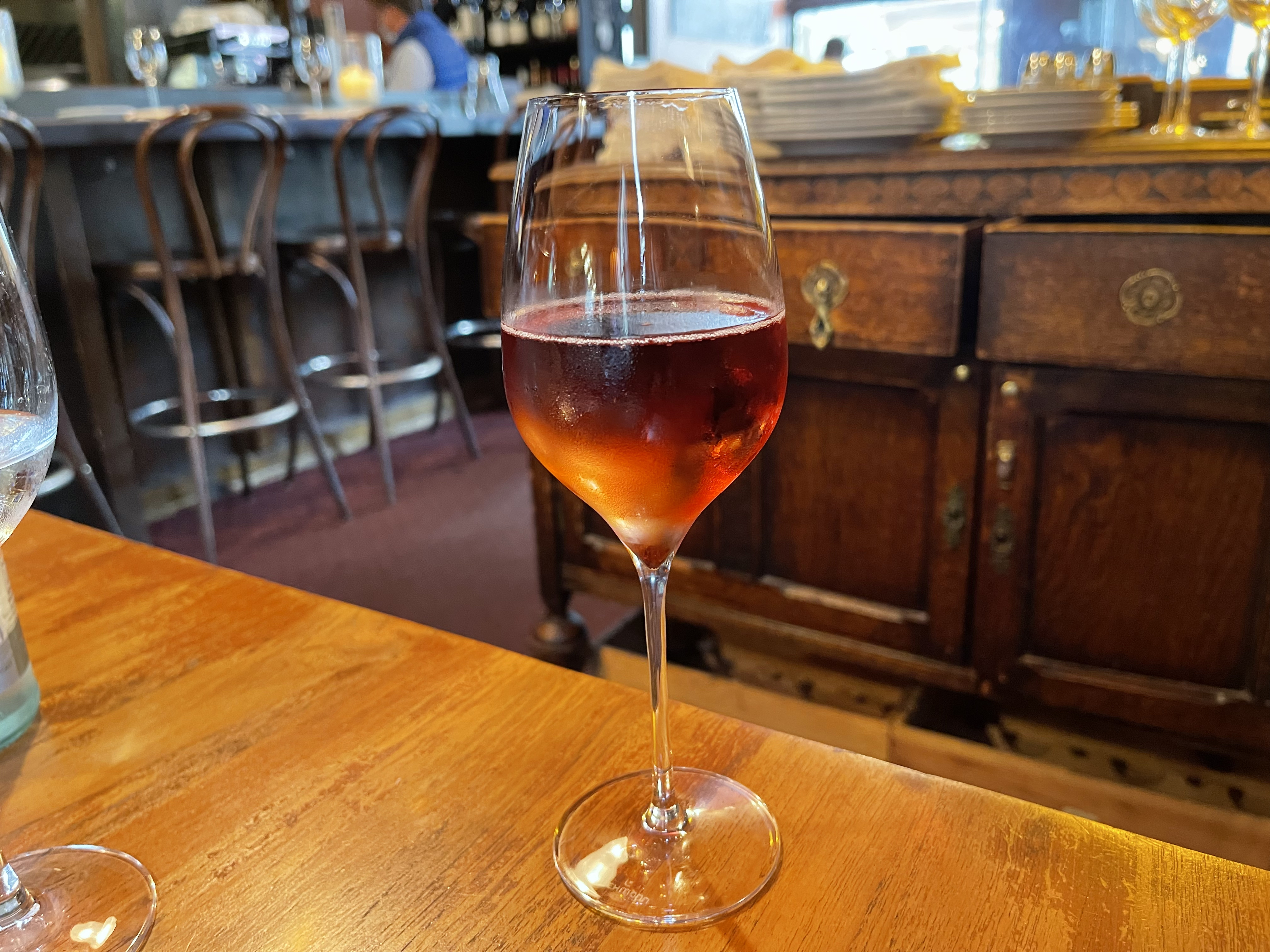
Kir royal, à San Francisco (Californie)
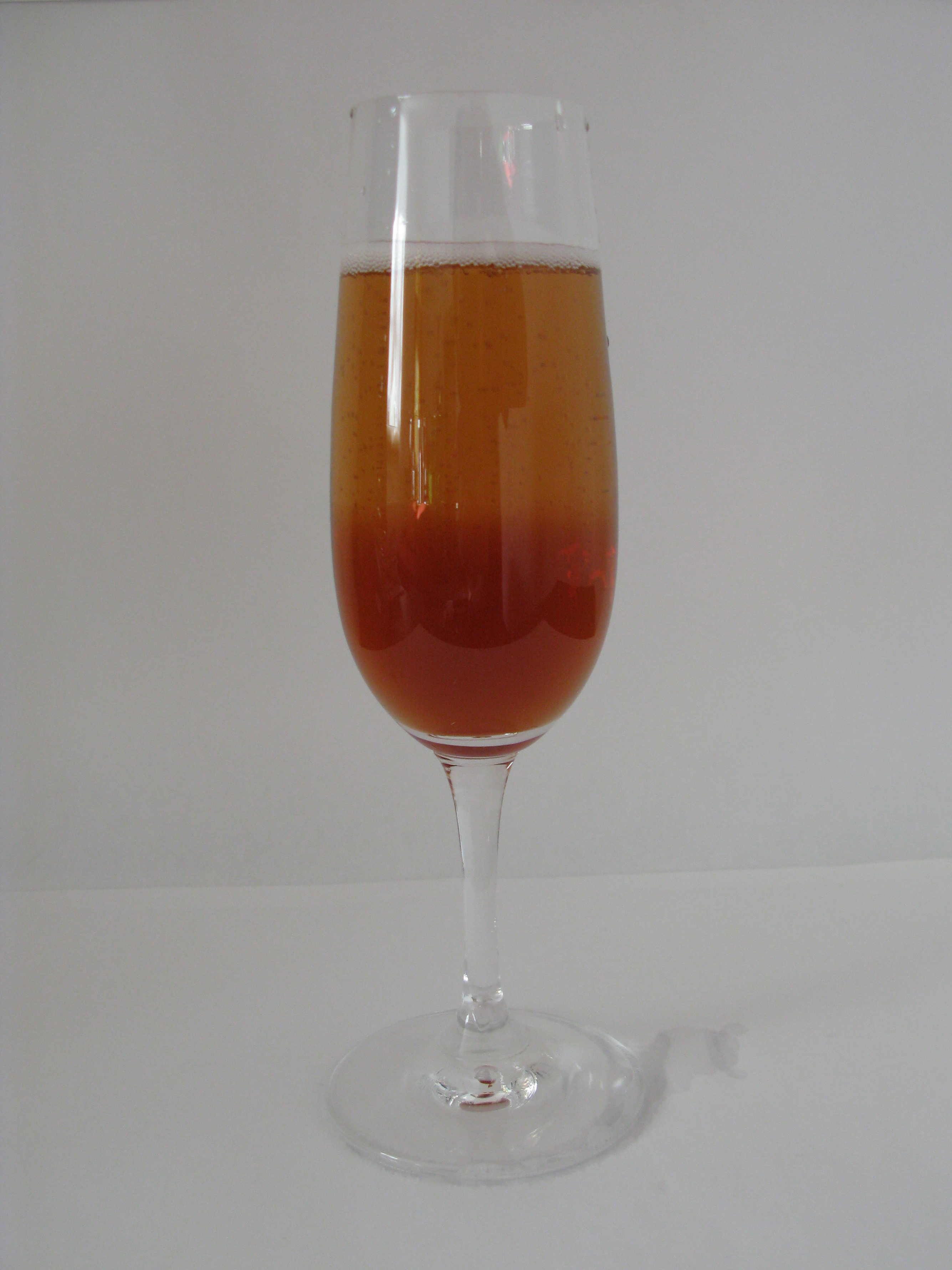
Kir royal au champagne.
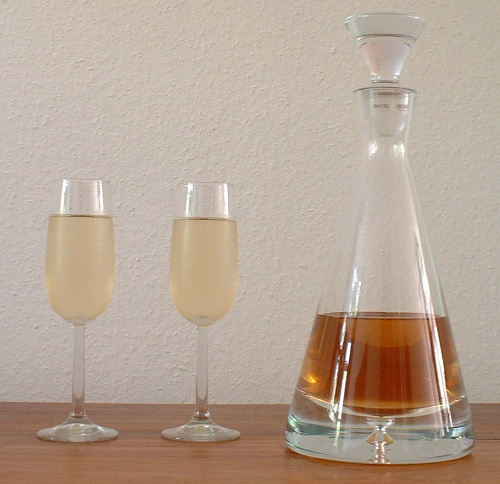
Kir royal.
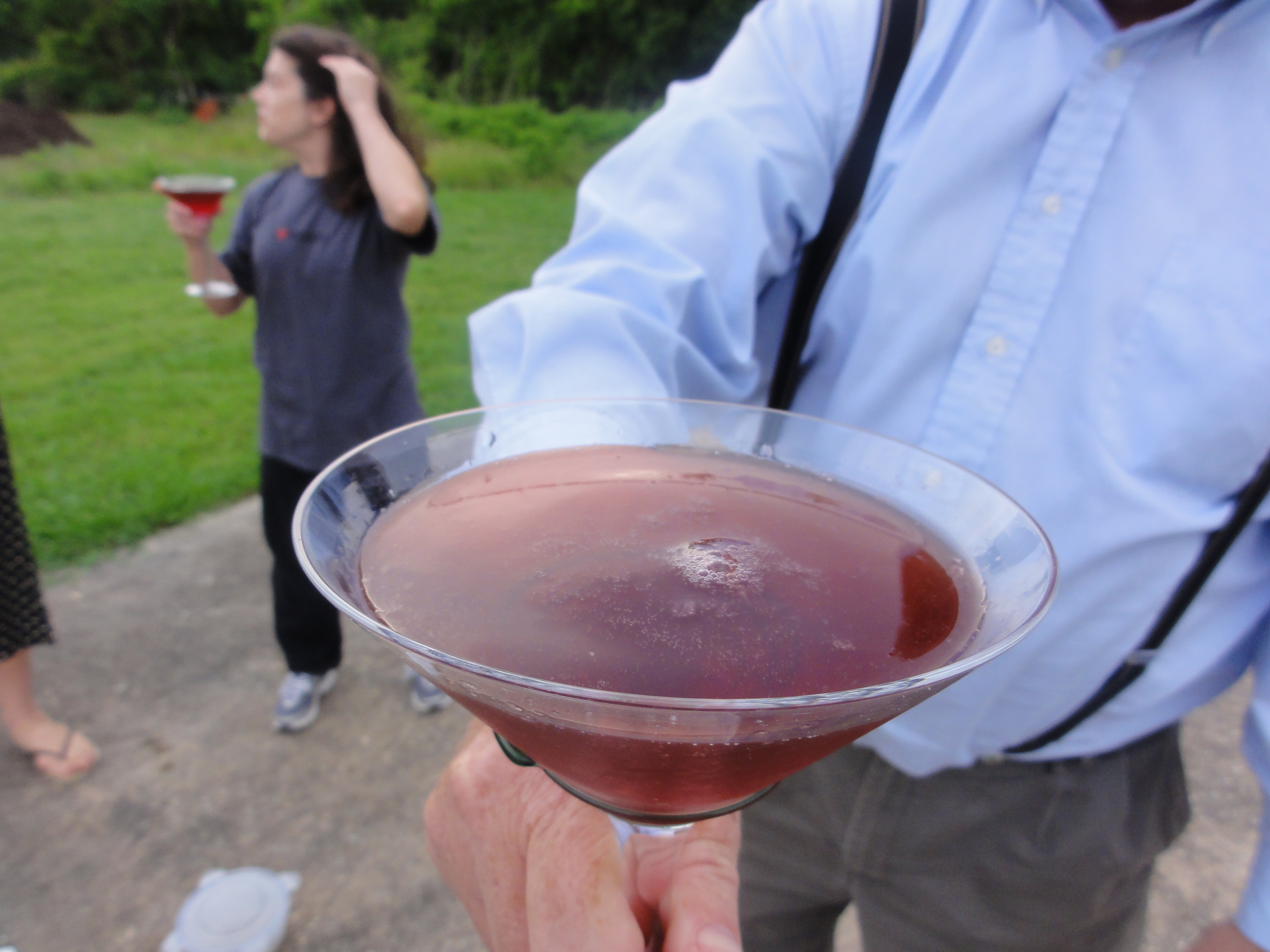
Gagarin Cocktail (du nom de Youri Gagarine) crème de cassis, champagne, vodka, cherry brandy et jus de citron.
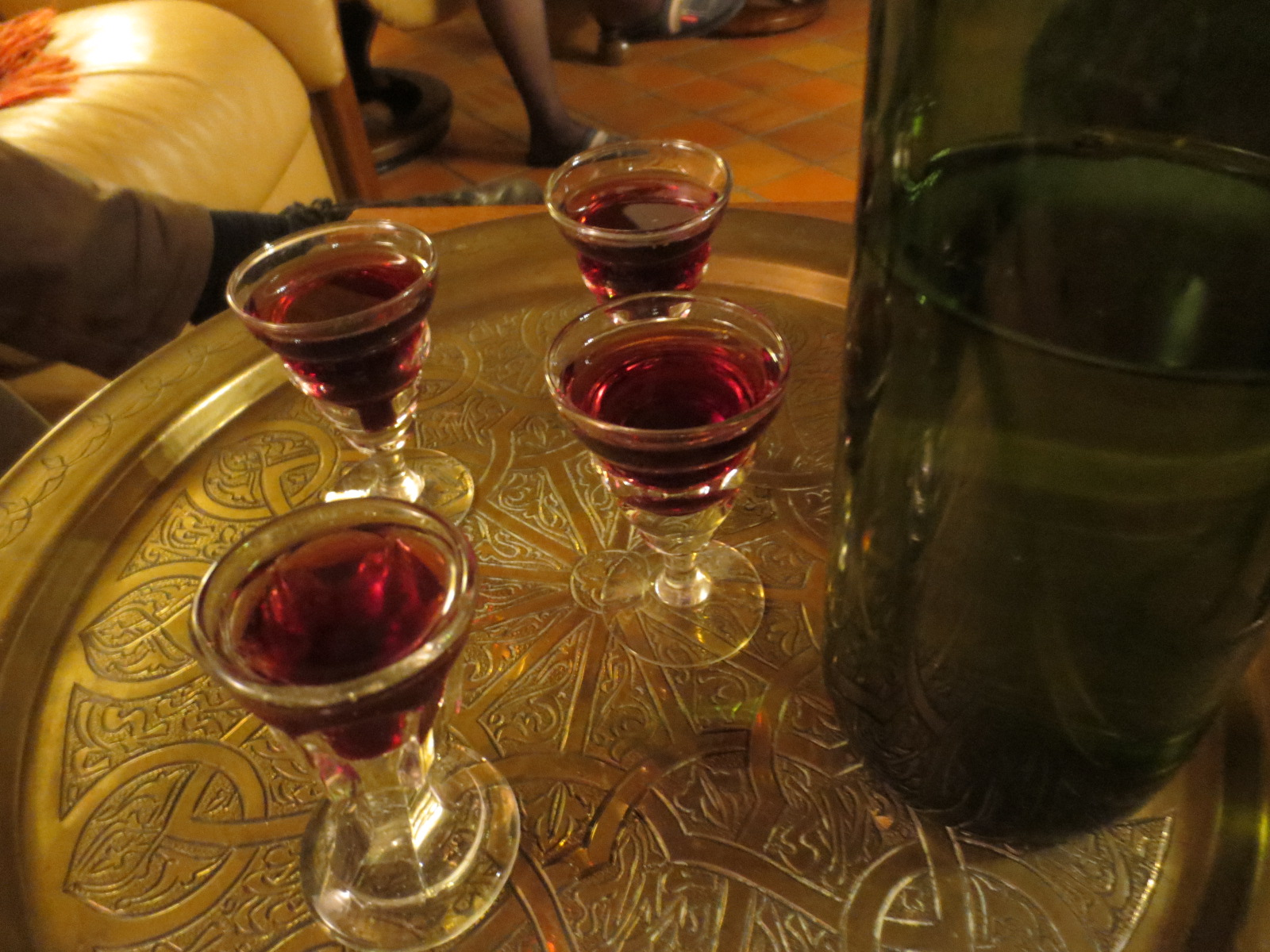
Mêlé-cass, digestif à base de crème de cassis et de marc de Bourgogne.

### Autres crèmes, sirops ou liqueurs
Le kir a suscité d'autres cocktails à base de vin blanc et de crèmes et liqueurs de fruits :
- kir à la mûre : à base de crème de mûre sauvage.
- kir à la pêche : à base de crème de pêche (ou de pêche de vigne).
- kir à la cerise : à base de crème ou liqueur de cerise.
- kir à la fraise : à base de liqueur de fraise.
- kir à la framboise : à base de liqueur de framboise .
- kir à la myrtille : à base de liqueur de myrtille.
- kir à la violette : à base de liqueur  de violette.
- kir à la mangue : à base de crème de mangue.
- kir à la goyave : à base de sirop de goyave.
- kir à la mandarine : à base de sirop de mandarine.
- kir impérial : crème de framboise ou de mûre, de champagne, et éventuellement d'une larme de marc de champagne[12].
- kir ardéchois : à base de crème de châtaigne.
- kir auvergnat : à base de crème de châtaigne et de saint-pourçain blanc.
- kir celtique : à base de chouchen et de muscadet.
- kir lorrain : à base de liqueur de mirabelle.
- Kir jurassien : à base de macvin-du-jura et de crémant-du-jura.

Variétés sans vin blanc
- kir berrichon : à base de crème de mûre et de vin rouge.

- kir normand : à base de calvados et de cidre.
- kir provençal (ou kir soleil) : à base de sirop de pamplemousse ou clémentine et de vin rosé.

Note : le terme « kir » doit être réservé au kir traditionnel (bourgogne aligoté et crème de cassis), au kir impérial (Champagne et crème de mûre ou de framboise)  et au kir royal (crémant de Bourgogne/Champagne et crème de cassis) ; si l'un ou les 2 composants ne sont pas employés, on parle de « blanc » ou « pétillant » : blanc-cassis, pétillant-mûre...[réf. nécessaire]

## Le kir et l’horticulture
Une variété de rose a été appelée « Rosa 'Kir Royal' ».

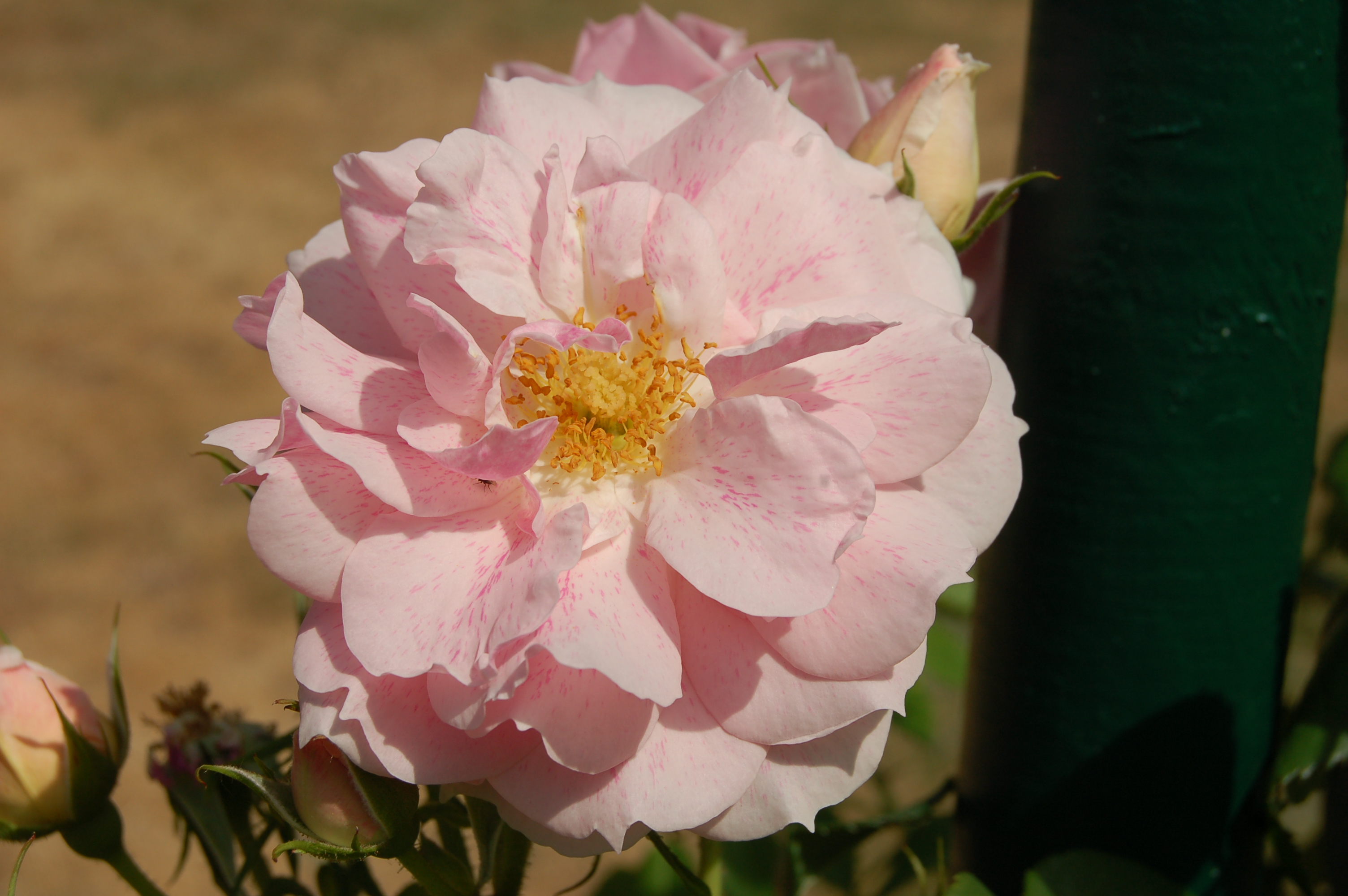
Une rose « Rosa 'Kir Royal' ».

## Dans la fiction
- À qui profite le kir ?[13] de Gaël Dubreuil, un thriller qui met en scène une mystérieuse et dangereuse organisation : la Confrérie du Chanoine Kir, défendant par le sang la recette originale du kir.
- En Allemagne, le kir s'exporte dans les années 1980 avec le soutien de la série télévisée Kir Royal (de).
- Dans Detective Conan, de Gosho Aoyama, un personnage porte le nom de code de Kir